# M249 LMG
La mitragliatrice leggera M249 LMG, formalmente scritta come Light Machine Gun, 5,56 mm o semplicemente come M249, è l'adattamento americano della mitragliatrice belga FN Minimi, una mitragliatrice leggera prodotta dalla società belga FN Herstal (FN). L'M249 è prodotto negli Stati Uniti dalla filiale locale FN Manufacturing LLC nella Carolina del Sud ed è ampiamente utilizzato nelle Forze Armate statunitensi.

## Storia
L'arma nasce come risposta ai requisiti del Corpo dei Marines degli Stati Uniti che, a partire dal 1974 emisero un bando per lo sviluppo di un'arma automatica da affiancare al fucile M16.
L'arma è stata introdotta nel 1984 dopo essere stata giudicata la più efficace di un certo numero di armi candidate per affrontare la mancanza di un mitragliatrice automatica compatta con una potenza di fuoco importante. L'M249 fornisce alle unità di fanteria l'elevata velocità di fuoco di una mitragliatrice combinata con precisione e portabilità che si avvicinano a quella di un fucile.
M249 sono stati utilizzati in azioni in tutti i principali conflitti che coinvolgono gli Stati Uniti dall'invasione americana di Panama nel 1989 in poi. A causa del peso e dell'età dell'arma, il Corpo dei Marine degli Stati Uniti sta schierando il fucile automatico da fanteria M27, con piani per sostituire parzialmente l'M249 nel corpo dei Marine.

## Descrizione
L'M249 ha un funzionamento a gas ed è raffreddata ad aria. Ha una canna a cambio rapido, che consente al mitragliere di sostituire rapidamente una canna surriscaldata o bloccata. Un bipode pieghevole è attaccato vicino alla parte anteriore dell'arma, anche se è disponibile dotarla di un treppiede M192 LGM. Può essere alimentato da entrambe le munizioni collegate e dai caricatori STANAG, come quelli utilizzati dal M16 e M4. Ciò consente al mitragliere di utilizzare i caricatori di un fuciliere come fonte di emergenza di munizioni nel caso in cui si esauriscano i nastri di munizioni.

### Componenti
L'arma è composta di 20 parti principali
- Camera: accoglie la cartuccia
- Paracalore: carter installato sulla canna necessario per proteggere il fuciliere dal calore
- Mirino posteriore: questo componente consente di regolare l'alzo e la parallasse
- Sistema di alimentazione: meccanismo che guida il nastro di cartucce
- Vassoio di alimentazione: supporto atto a sostenere il nastro di munizioni
- Leva di armamento: leva che carica la molla armando il meccanismo di sparo
- Calcio pieghevole: oltre a facilitare le operazioni di mira e sparo è dotato di un sistema di smorzamento del rinculo
- Otturatore: conduce e blocca la cartuccia in camera
- Guida: è il supporto del percussore
- Asta di rinvio: assorbe parte del rinculo
- Fusto: è il supporto di tutti i componenti
- Grilletto: controlla lo sparo
- Paramano: protegge la mano dell'operatore e contiene gli strumenti di manutenzione
- Cinghia: facilita il trasporto dell'arma
- Bipode: utile per operare l'arma in posizione prona, le gambe sono regolabili singolarmente
- Scarico: blocca il bipode e consente lo sfogo dei gas
- Pistone: contiene l'otturatore e la guida
- Molla di rinvio: spinge l'otturatore
- Tripode: consente maggiore stabilità
- Ottica M145: consente una migliore acquisizione dei bersagli.[3]

### Organi di mira

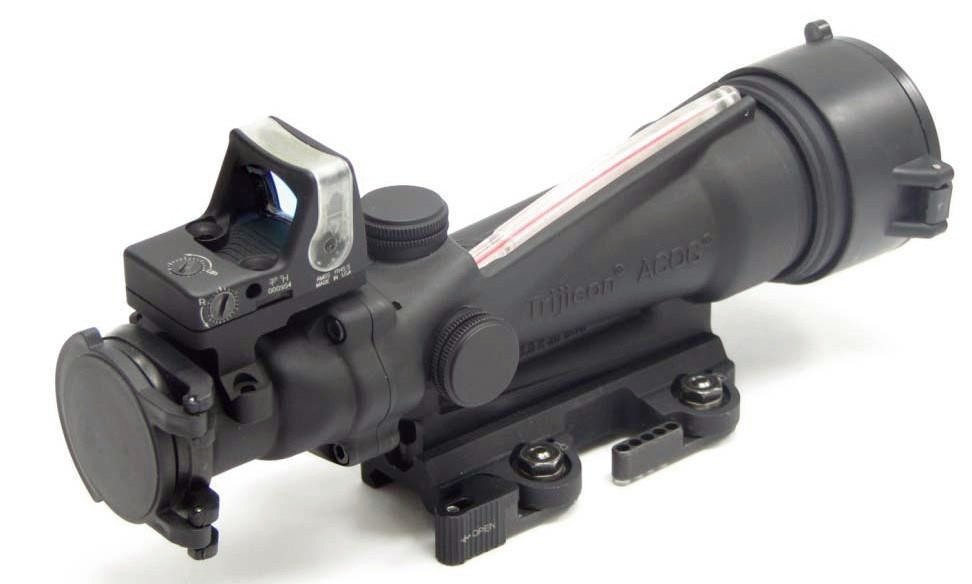
Uno dei mirini utilizzabili con la M249

L'arma è dotata di mirino anteriore semi-fisso e di mirino posteriore da installare sulla copertura del sistema di alimentazione; l'alzo e la parallasse sono regolabili tramite registri a vite.
L'arma può essere, inoltre, dotata di un sistema di mira SU-258 o PVQ SDO.
Questo sistema di mira, con ottica fino a 3,5× illuminata e dotata di indici al trizio è in grado compensare anche la caduta del proiettile.

### Munizionamento
Camerata in calibro 5,56 NATO, quest'arma è autorizzata all'utilizzo di soli 4 tipi di munizioni.

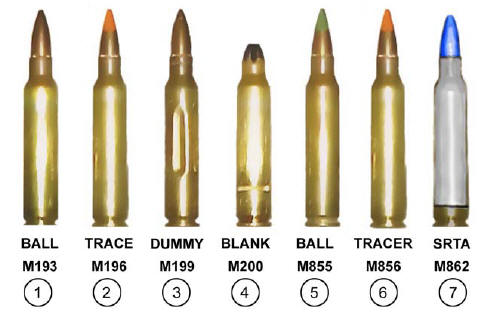
Le munizioni 5,56 NATO

#### Cartuccia 5,56-mm ball M855 (DODIC A059)
Munizione standard con anima in piombo camiciata in metallo e penetratore in acciaio; i caricatori del fucile M16 possono essere utilizzati con questa munizione.

#### Cartuccia 5,56-mm tracer M856 (DODIC A063)
Proiettile tracciante con effetti incendiarie di segnalazione; l'utilizzo di questa munizione è associato a quella del tipo "ball" in rapporto di 1:4

#### Cartuccia 5,56-mm dummy M199 (A060)
Questa munizione è sprovvista di carica e di innesco ed è utilizzata per scopi formativi e per verifiche di funzionamento.

#### Cartuccia 5,56-mm blank M200 (A075)
Questa munizione è sprovvista di ogiva e si utilizza in fasi di addestramento, quando è necessario sparare ma in sicurezza; l'utilizzo è subordinato all'installazione dell'apposito inserto per il fuoco a salve.

### Ciclo di funzionamento
Il ciclo di funzionamento è composto dalle seguenti 8 fasi.

#### Alimentazione

Lo schema di alimentazione della M249

Sia che si utilizzi un caricatore standard o un nastro di cartucce la fase di alimentazione prevede che l'otturatore ingaggi la culatta della munizione e, spinto dalla molla di carica vada a posizionare la cartuccia in camera; il movimento dell'otturatore è dato dalla mano dell'operatore che agisce sulla leva di carica prima del primo sparo, mentre, in seguito, sono i gas dovuti allo sparo a farlo arretrare.

#### Incamerazione
Questa fase prevede che la cartuccia si posizioni all'interno della camera, appoggiandosi al bordo della stessa

#### Blocco
Con il colpo in canna la rotazione dell'otturatore fa sì che le alette dello stesso vadano a bloccare in posizione la cartuccia

#### Sparo
Dopo il blocco il movimento del pistone fa entrare in contatto il Percussore con la cartuccia innescando lo sparo

#### Sblocco
I gas generati dall'esplosione spingono indietro il pistone e l'otturatore che si sblocca liberando il Bossolo

#### Estrazione
Il meccanismo di estrazione, tramite l'apposita scanalatura, spinge il bossolo fuori dalla camera

#### Espulsione
Il bossolo trascinato indietro dall'estrattore viene colpito dal meccanismo di espulsione che lo fa ruotare indirizzandolo al foro di espulsione

#### Armamento
Quando l'otturatore ha concluso la sua corsa e la molla è completamente compressa, quindi appena prima che il complessivo si muova in avanti, si ha l'armamento.